# Iyasu I
Iyasu I (o Josua I, Ge'ez: ኢያሱ ፩), también conocido como Iyasu el Grande, fue nəgusä nägäst (nombre de trono Adyam Sagad, Ge'ez: አድያም ሰገድ, "ante el que se inclinan los confines de la tierra"), (1654 – 13 de octubre de 1706) r. 19 de julio de 1682 – 13 de octubre de 1706 de Etiopía, y miembro de la Dinastía Salomónica. Era hijo  de Yohannes I y de la Emperatriz Sabla Wangel.
Según G.W.B Huntingford, Iyasu "debió su reputación en parte a la bondad de su carácter, ejemplificado en su tratamiento a los príncipes en Wehni en su primer año, y su atención a asuntos religiosos, y en parte a su abdicación, retiro, y asesinato."
Servía como tan gobernador de Gojjam cuándo su padre Yohannes le convocó y le hizo heredero a la edad de 20 años. (Aun así, no se hizo coronar hasta 1693.) Durante el primer año de su reinado, asistió a sus hermanos y otros parientes encarcelados en Wehni, un momento recordados por James Bruce que describe como el Emperador reemplazó su harapos con ropa apropiada y proporcionó un banquete a los hambrientos príncipes.

## Vida
Su reinado es digno de mención por la atención que dedicó a la administración, celebrando numerosos consejos para resolver asuntos teológicos y eclesiásticos (el primero en 1684, en la plaza pública de Gondar), asuntos de estado, y proclamar leyes. En 1698, Iyasu emprendió reformas que afectaban a las aduanas e impuestos, lo que animó el comercio.
En el segundo año de su reinado,  afrontó una invasión de los Yejju y los Wollo Oromo sobre Amhara, derrotándoles en Melka Shimfa. Después de que Qegnazmach Wale de Damot y Tabdan el Ermitaño proclamaran emperador a Yeshaq en su cuarto año (1685), Iyasu suprimió rápidamente la revuelta y capturó a Yeshaq, esperando un año antes de marchar al sur de Gojjam en una expedición de castigo contra los Agaws que habían apoyado la revuelta.
Fue durante su reinado que los Oromo sirvieron por primera vez en la corte imperial. Su Crónica Real narra que cuando el Naib Otomano de Massawa intentó para imponer un impuesto sobre los bienes que Iyasu había desembarcado en Massawa,  respondió con un bloqueo de aquella ciudad hasta que el Naib desistió.

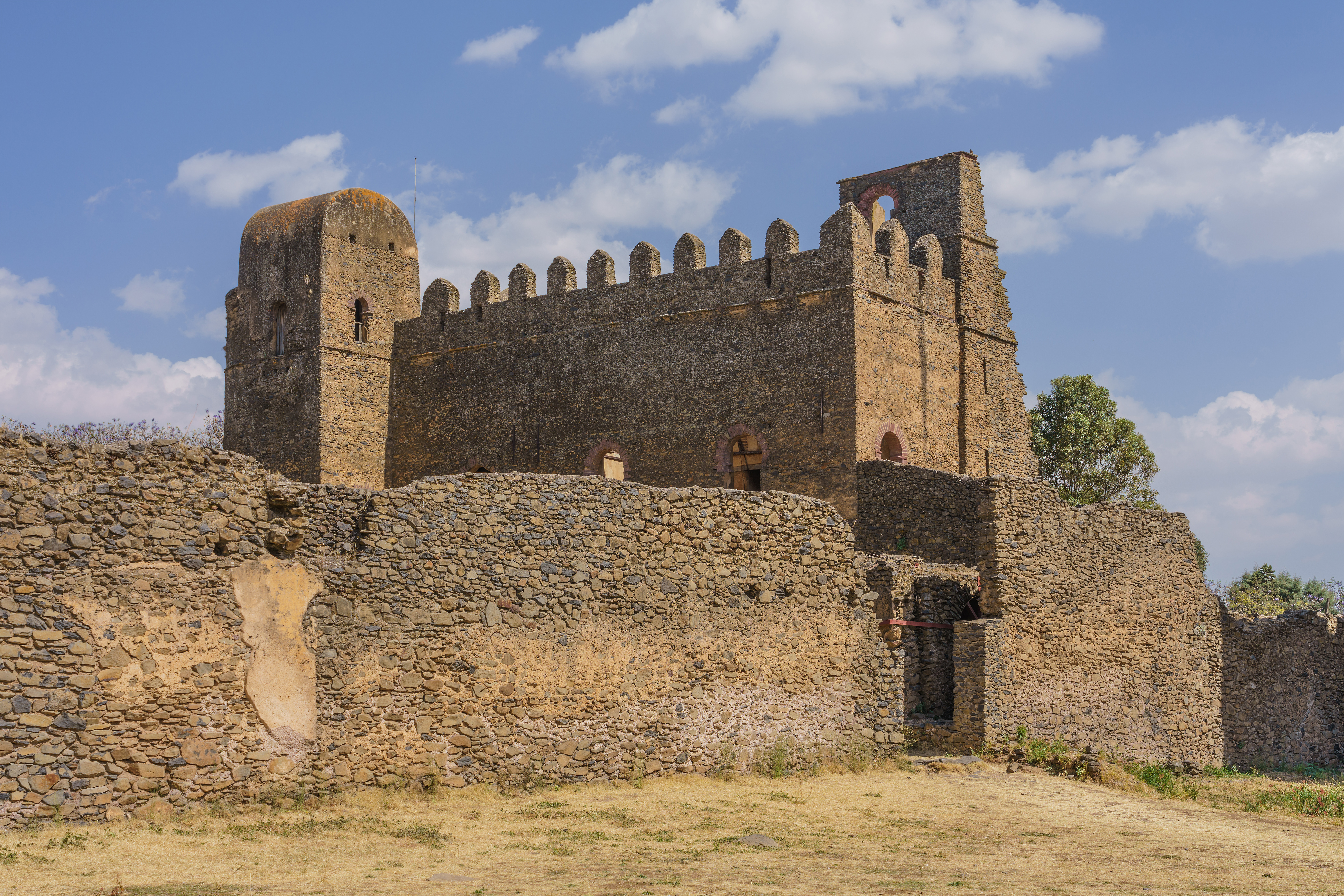
Palacio en el Fasil Ghebbi, Gondar

Solomon Getahun observa que "a diferencia de sus predecesores inmediatos, el gobierno de Iyasu fue notorio por los esfuerzos para establecer lazos diplomáticos con las monarquías cristianas como las de Luis XIV de Francia y delegados etíopes fueron enviados a países extranjeros." Solomon nota que uno de los beneficios de estos esfuerzos para alcanzar otros países fue que el Emperador Iyasu recibió una campana del gobernador holandés en India, que fue donada a la iglesia de Debre Berhan Selassie en Gondar.
Esto también llevó a la visita del médico francés, Charles Jacques Poncet, que viajó al Imperio para tratar a Iyasu y a uno de sus hijos. Poncet llegó a Gondar el 21 de julio de 1699 y se quedó hasta septiembre de 1700. Poncet publicó un relato de su visita a París en 1704, en el cual incluyó su impresión personal sobre Iyasu el Grande:
Aunque no tiene más de cuarenta y un años, tiene ya una descendencia numerosa. Tiene ocho príncipes y tres princesas. El Emperador tiene cualidades grandes – un ingenio rápido y penetrante [i.e. inteligencia], un humor dulce y afable, y la estatura de un héroe. Es el hombre más guapo que he visto en Etiopía. Es amante de ciencias y artes curiosas, pero su pasión principal es la guerra. Es valiente e intrépido en batallas, y siempre al frente de sus tropas. Tiene un amor extraordinario por la justicia, que administra a sus siervos gran exactitud; pero aunque es averso a la sangre, aunque con reluctancia, condena a un delincuente [a muerte]. Tales cualidades eminentes le hacen igualmente temido y amado por sus súbditos, quiénes le respetan hasta la adoración.
Mientras hacía campaña en Gojjam contra los Oromo, Iyasu se enteró de que su concubina favorita, Kedeste Kristos, había muerto. Golpeado por el dolor, se retiró a una isla en Lago Tana. Apoyados por la Emperatriz Malakotawit, algunos de los oficiales argumentaron, después del precedente del rey Kaleb que había abdicado, y coronaron su hijo Tekle Haymanot Emperador. Según algunos relatos, esta no era la intención de Iyasus, que salió de su retiro en Lago Tana hacia a Gondar para protestar; de todas formas, en esa época cayó enfermo y fue asesinado por orden de Tekle Haymanot. La muerte de Iyasu causó mucha aflicción en la capital, especialmente entre los sacerdotes de Debre Berhan Selassie, que abiertamente le mostraron sus ofrendas, y lloraron a su monarca muerto durante un mes. Bruce escribe que Iyasu fue enterrado en Mitraha, donde pudo ver el cuerpo de Iyasu enterrado entre "los cuerpos de todos sus antepasados".
Una vez su hermano Tewoflos devenía Emperador,  inició la canonización de Iyasu.